# Gamzigrad
Gamzigrad -llamada Romuliana o "Felix Romuliana" en la antigua Roma (en cirílico Гамзиград)- es una población de Serbia en el municipio y distrito de Zaječar, ubicado al sur del río Danubio. En el 2002, contaba con 945 habitantes, en su mayoría valacos.

## Historia

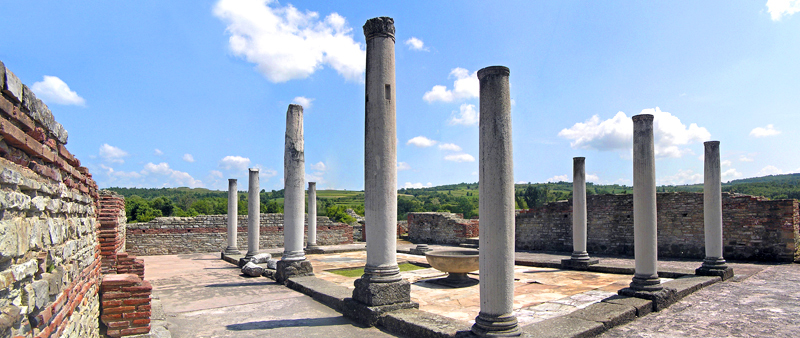
Ruinas de Felix Romuliana cercanas a Gamzigrad.

Próximo a la actual Gamzigrad están las ruinas romanas de Romuliana o Felix Romuliana, uno de los más importantes yacimientos romanos tardíos en Europa. Los primeros investigadores creyeron que las antiguas ruinas eran un castro o campamento romano, debido a su tamaño y numerosas torres. Las excavaciones arqueológicas sistemáticas llevadas a cabo en el año 1953 revelaron que el lugar era en realidad, un palacio imperial. Fue concebido y construido por uno de los tetrarcas, el emperador Galerio, el hijo adoptivo y yerno del gran emperador Diocleciano. Galerio comenzó la construcción en 289, tras su victoria sobre los persas que le dio admiración y gloria, para marcar el lugar de su nacimiento. El nombre Felix Romuliana fue dado en honor a su madre Romula, quien también era sacerdotisa de un culto pagano. El complejo de templos y palacios sirvió a tres propósitos principales - un lugar de veneración de la personalidad divina de su madre, un monumento a sus logros como emperador, y una villa lujosa donde Galerio se retiró después de su abdicación. Romuliana sobrevivió hasta que fue saqueada por los hunos a mediados del siglo V. Más tarde el lugar se convirtió en un humilde asentamiento de granjeros y artesanos, para ser finalmente abandonada a comienzos del siglo VII con la llegada de los eslavos.
La excavación arqueológica dentro de la fortaleza ha revelado los restos de un complejo palaciego con mosaicos excepcionalmente buenos, baños y unas puertas impresionantes. Valiosos tesoros de monedas de oro romanas han sido desenterradas en el lugar, en el que siguen apareciendo importantes tesoros y objetos romanos.
Entre los hallazgos más importantes del lugar hay retratos de emperadores romanos hechos con una piedra púrpura egipcia llamada pórfido y monedas que sirven para datar apropiadamente el complejo.
Durante la 31.ª sesión del comité del Patrimonio de la Humanidad de la Unesco en Christchurch, Nueva Zelanda desde el 23 de junio al 2 de julio de 2007, estableció que Gamzigrad-Romuliana, Palacio de Galerio se incluyera en la lista del Patrimonio de la Humanidad.
Felix Romuliana es un popular lugar turístico en la ruta que une los lugares de nacimiento de más de 17 emperadores romanos nacidos en el territorio de la moderna Serbia.

## Emperadores romanos
Tres emperadores romanos nacieron en este municipio (moderno Zaječar, Serbia):
- Galerio gobernó entre 293-311.
- Maximino gobernó entre 305-313.
- Licinio gobernó entre 308-324.